# ئی‌ام‌دی اس‌دابلیو۱۰۰۱
ئی‌ام‌دی اس‌دابلیو۱۰۰۱ (انگلیسی: EMD SW1001) یک لوکوموتیو دیزلی شانتر ساخت شرکت جنرال موتورز الکترو-موتیو دیزل است.
این لوکوموتیو که مابین سال‌های ۱۹۶۸ تا ۱۹۸۶ تولید می‌شده ۱۰۰۰ اسب بخار قدرت بوده و براساس ریل استاندارد ساخته شده است.